# Elektronarzędzia
Elektronarzędzia – narzędzia zasilane prądem elektrycznym, najczęściej o napięciu 230 V. Ułatwiają prace, których wykonywanie narzędziami ręcznymi byłoby uciążliwe, czasochłonne lub niewygodne. Obecnie coraz częściej zasilane są akumulatorowo.

## Lista najbardziej powszechnie stosowanych elektronarzędzi

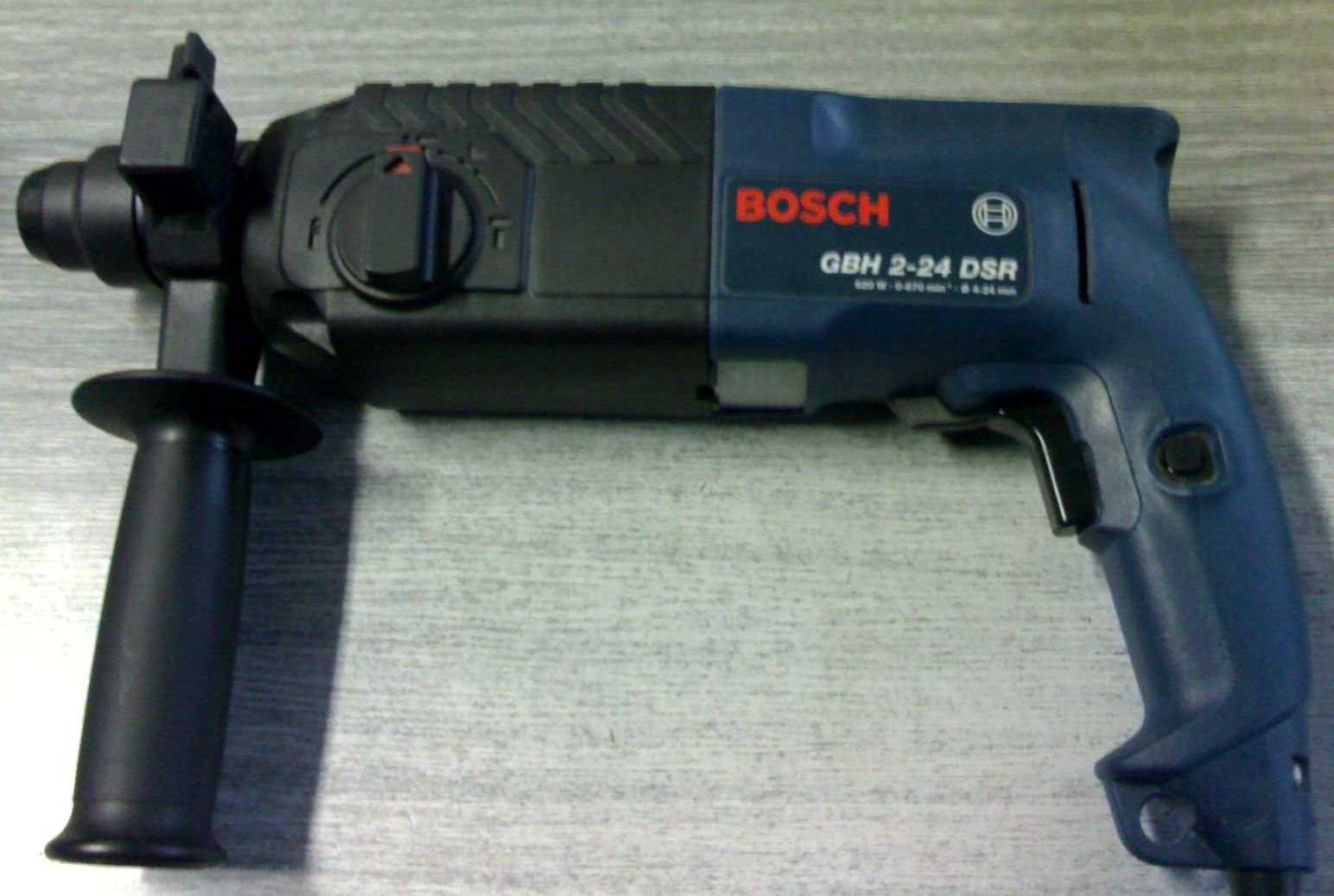
Młotowiertarka SDS Bosch

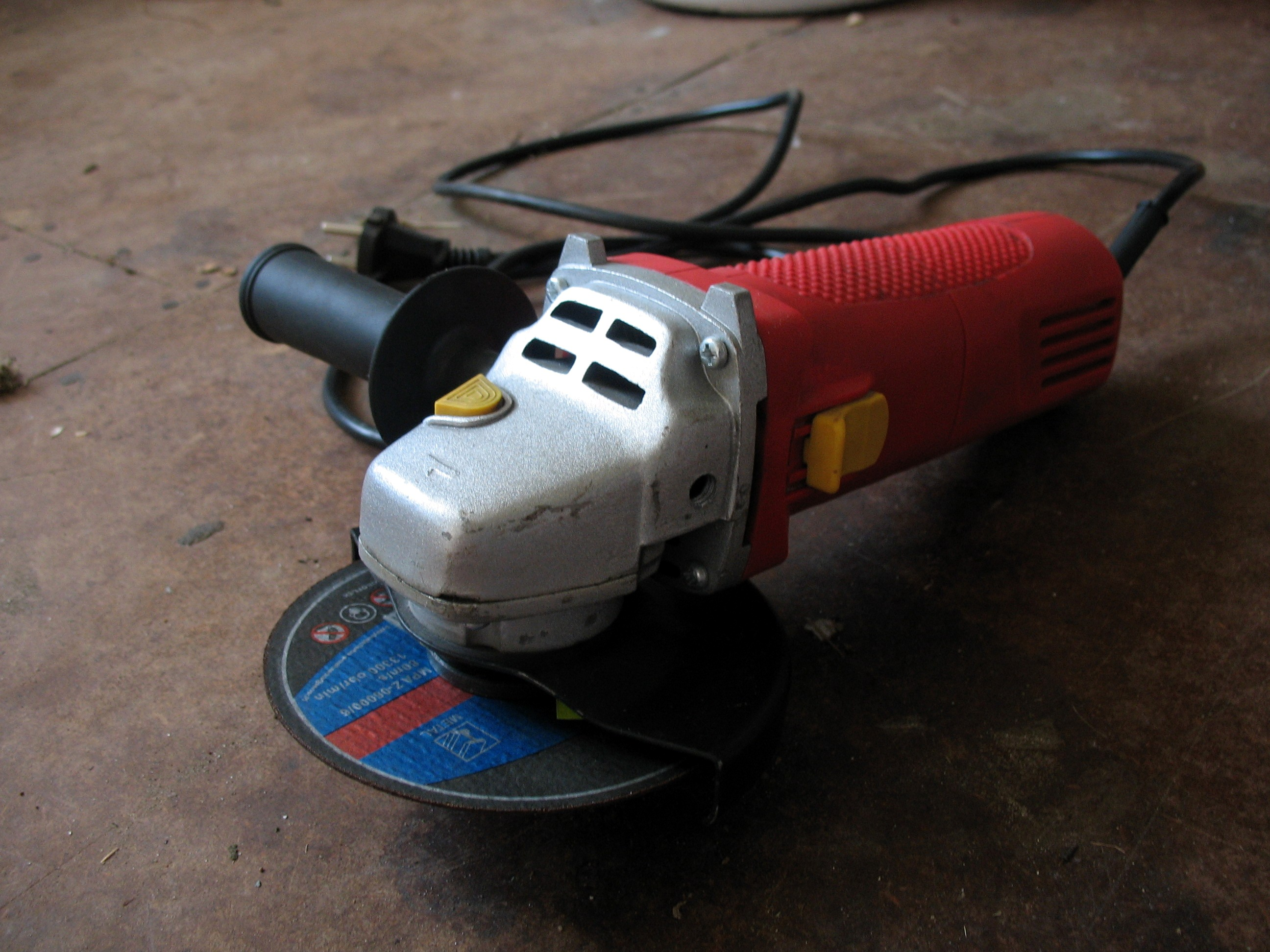
Szlifierka kątowa

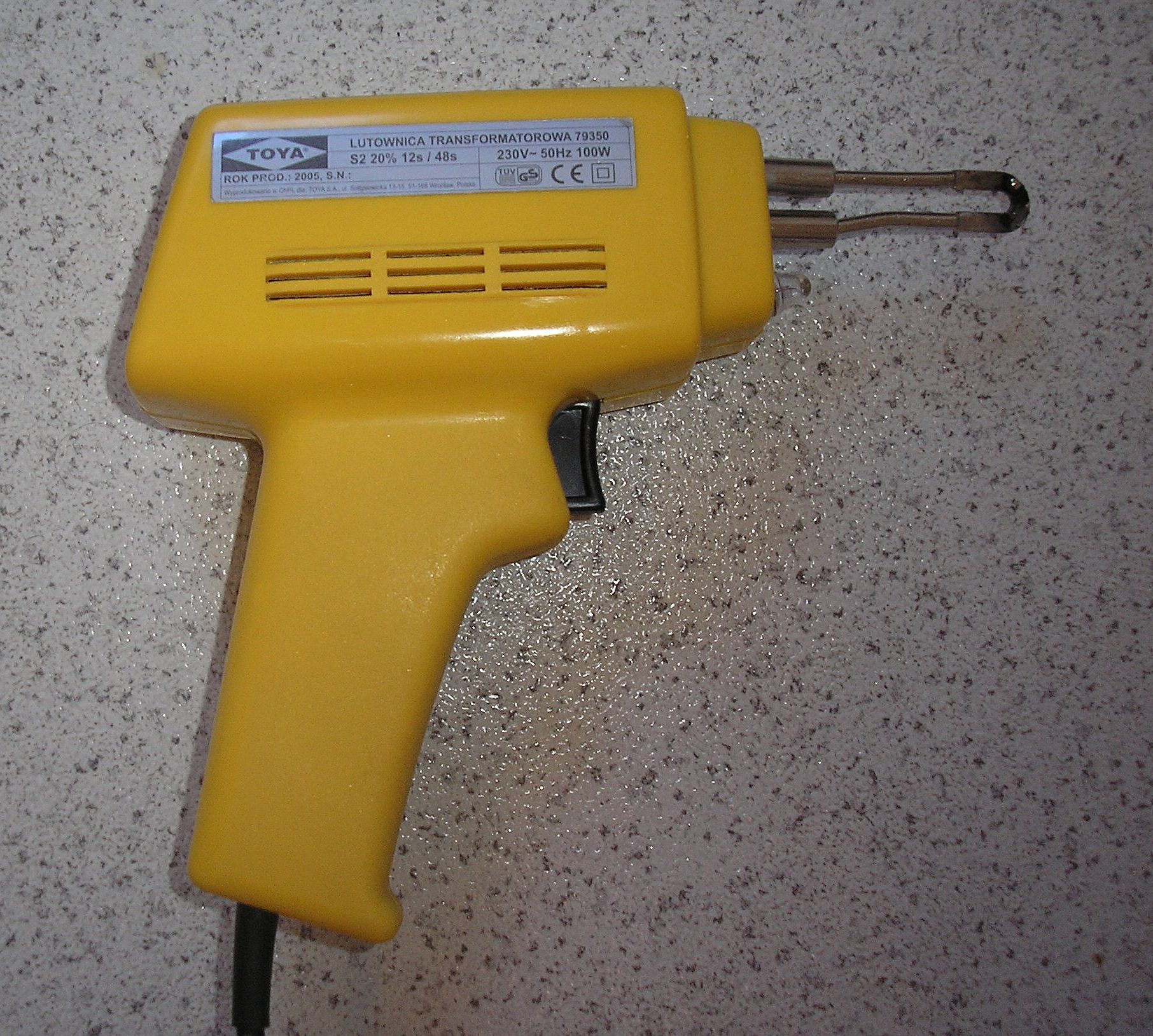
Lutownica transformatorowa

- wiertarki – umożliwia wykonywanie otworów w metalu i drewnie (wiertarki udarowe umożliwiają wiercenie również w betonie i murze), wkręcanie, szlifowanie za pomocą nasadek,
  - wiertarka udarowa,
  - młotowiertarka – służy do wykonywania bruzd, usuwania płytek, wiercenia w betonie, drewnie, metalu i wkręcania wkrętów. Posiada większą energię udaru niż wiertarka udarowa ze względu na udar elektropneumatyczny,
  - młot, młotek elektryczny,
  - wiertarka kątowa,
  - wiertarko-wkrętarka,
  - wiertnica diamentowa,

- wkrętarki – umożliwia wkręcanie wkrętów bezpośrednio w drewno, wiercenie i dokręcanie śrub,
  - wkrętarka udarowa (np. akumulatorowa),
  - klucz udarowy – służy do zakręcania i odkręcania nakrętek/śrub przy użyciu udaru mechanicznego,
  - wkrętarka do płyt gipsowo-kartonowych,
- pilarki
  - pilarka tarczowa (obrotowa do drewna oraz do metalu),
  - stołowa pilarka tarczowa – umożliwia cięcie po linii prostej grubego drewna (np. do pieca),
  - pilarka (dłutownica) łańcuchowa – umożliwia zagłębianie i cięcie drewna obracającym się łańcuchem,
  - pilarka ukośnica – pilarka stacjonarna do precyzyjnego cięcia drewna, metalu i tworzyw,
  - pilarka do betonu – urządzenie używane do cięcia betonu i asfaltu przy pracach rozbiórkowych,
  - pilarka diamentowa,
  - bruzdownica – umożliwia wykonywanie kanałów (bruzd) np. pod przewody elektryczne,
  - wyrzynarka – umożliwia wycinanie po linii prostej lub wycinanie kształtów pod zadanym kątem w drewnie i metalu,
  - wyrzynarka stołowa – umożliwia wycinanie po linii prostej, wycinanie kształtów, głównie w drewnie,
  - pilarka szablasta – służy do wycinania drewna i metalu w trudno dostępnych miejscach przy użyciu brzeszczotu posuwanego w osi Y,
  - pilarka „lisi ogon” – jest to urządzenie podobne do piły szablastej, jednakże z większym i dłuższym brzeszczotem,

- szlifierki
  - szlifierka taśmowa – umożliwia szlifowanie przy pomocy obracającego się papieru ściernego,
  - pilnik elektryczny,
  - szlifierka oscylacyjna – szlifierka do drewna, która wykorzystuje okrągłe arkusze papieru ściernego. Wprawiane one są w ruch oscylacyjny,
  - szlifierka szczotkowa – szlifierka, która do szlifowania wykorzystuje druciany wałek. Służy do szlifowania drewna i metalu,
  - szlifierka wibracyjna – szlifierka wykorzystująca papiery ścierne do szlifowania. Silnik wprawia papier ścierny w wibracje, co doprowadza do szlifowania materiału,
  - szlifierka stołowa – umożliwia ostrzenie noży, nożyczek i szlifowanie metalu,
  - szlifierka kątowa – umożliwia cięcie i szlifowanie drewna, metalu i kamienia, ale i również polerowanie,
  - szlifierka prosta,
  - cykliniarka do podłóg – urządzenie do cyklinowania podłóg,
  - ostrzałka do wierteł – urządzenie do ostrzenia wierteł do metalu,
  - ostrzałka do łańcucha – urządzenie do ostrzenia ostrzy łańcucha pilarki,
  - przecinarka do płytek,
  - szlifierka wielofunkcyjna – mała szlifierka do celów modelarskich,

- strugarki
  - strug elektryczny – umożliwia struganie drewna na zadaną głębokość,
  - grubościówka – urządzenie służące do obróbki drewna,
- frezarki
  - frezarka górnowrzecionowa, frezarka do rowków, frezarka do metalu – umożliwiają frezowanie rowków i połączeń w drewnie bądź metalu w zależności od typu frezarki,
  - frezarka do krawędzi (lekkie elektronarzędzie specjalistyczne),
  - frezarka do lakierów (elektronarzędzie specjalistyczne do skrawania warstw o bardzo małej głębokości),
  - frezarka do glazury – służy do wykonywania otworów i rowków w glazurze,
  - urządzenie do grawerowania,
- tokarka – obrabiarka przeznaczona do obróbki skrawaniem przedmiotów najczęściej o powierzchni brył obrotowych,
- opalarka – elektronarzędzie służące do usuwania starych powłok lakierniczych, wyginania i spawania termoplastów, odmrażania zamarzniętych rur, suszenia oraz do okleinowania elementów meblowych,
- kompresor – umożliwia pompowanie materacy itp., zasilanie narzędzi pneumatycznych (klucz udarowy pneumatyczny, pistolet pneumatyczny do farb),
- mieszadło elektryczne (do farb lub zapraw budowlanych),
- kruszarka – maszyna do wytwarzania kruszywa,
- dmuchawa do liści – elektryczne (często akumulatorowe) urządzenie do czyszczenia ścieżek z liści,
- gwoździarka, zszywacz elektryczny/pneumatyczny – urządzenia do łączenia elementów za pomocą zszywek lub gwoździ,
- odkurzacz warsztatowy – oprócz zasysania kurzu może zasysać płyny, zdmuchiwać np. wióry i odsysać pył powstały przy używaniu elektronarzędzi za pomocą przyłącza,
- pistolet do klejenia – elektronarzędzie do klejenia gorącym klejem,
- lutownica – umożliwia spajanie elementów metalowych (blaszki, drut, przewody, układy elektroniczne) za pomocą lutowia (najczęściej cyny),
- spawarka,
- urządzenie wielofunkcyjne – do usuwania materiałów, szlifowania itp.,
- dłuto elektryczne – służy do rzeźbienia i usuwania kleju, materiałów itp.,
- piaskarka (piaszczarka),
- pistolet do malowania – urządzenie do malowania przedmiotów lub ścian budynków poprzez natrysk rozpylonego w powietrzu strumienia farby,

- elektronarzędzia ogrodowe

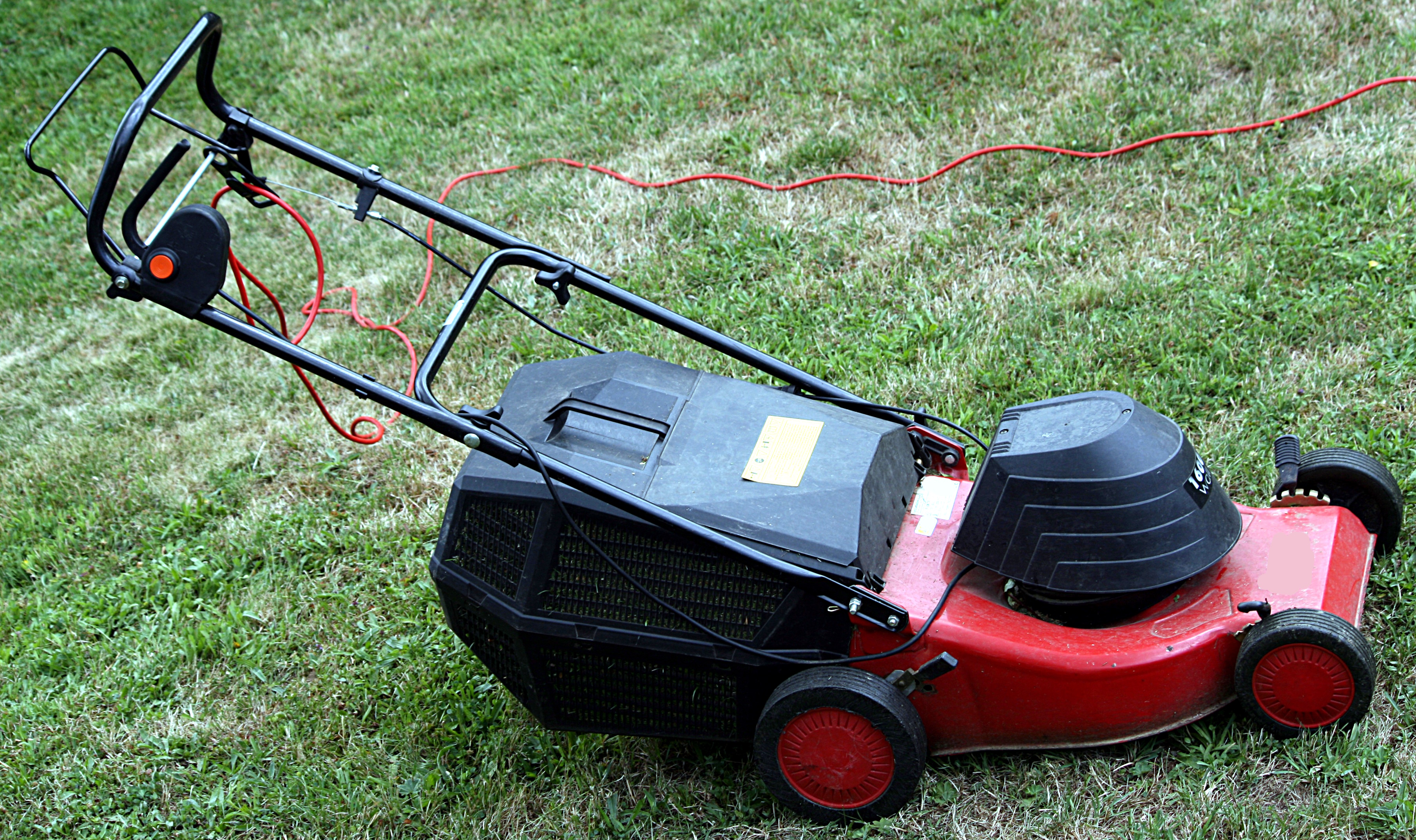
Kosiarka elektryczna

  - kosiarka elektryczna – umożliwia przycinanie trawnika i zarośli,
  - kosa elektryczna – umożliwia usuwanie zarośli i przycinanie trawy,
  - podkaszarka elektryczna – umożliwia podcinanie trawy i zarośli w trudno dostępnych miejscach,
  - nożyce do żywopłotu – służą do przycinania żywopłotów,
  - wiertnica do sadzenia roślin – urządzenie do wiercenia otworów pod rośliny w glebie,
  - myjka wysokociśnieniowa – służy do czyszczenia posadzek, samochodów itp.
  - kultywator,
  - aerator,
  - pilarka łańcuchowa,
  - rozdrabniarka do gałęzi i drewna (rębak),

- elektronarzędzia domowe i kuchenne
  - robot kuchenny – urządzenie do rozdrabniania, mieszania i ubijania składników do danej potrawy,
  - mikser,
  - blender,
  - nóż elektryczny,
  - młynek elektryczny,
  - krajalnica,
  - sokowirówka,
  - tarka elektryczna,
  - elektryczny otwieracz do puszek,
  - żelazko – urządzenie elektryczne służące do pracowania ubrań i materiałów,
  - maszyna dziewiarska,
  - maszyna do szycia – urządzenie do szycia, zszywania i obszywania tkanin,
  - odkurzacz elektryczny – urządzenie służące do zasysania kurzu domowego,